# Bogusławice (powiat starachowicki)
Bogusławice – nieistniejąca już wieś, w okresie między XVII a XIX wiekiem położona pomiędzy Zawadą (dziś północna część wsi Pawłów) i Rzepinem. Obecnie Gmina Pawłów, Powiat starachowicki.
Nazwy lokalne miejscowości w dokumentach źródłowych: :1673  Boguslawice 1688, 1747, 1815  Bogusławiec 1780  Bogusławie, Bogusławice, 1787  Bogusławice.

## Podległość administracyjna świecka i kościelna
W roku 1673 powiat sandomierski, 1827 powiat opatowski, 1747 parafia Pawłów.
Początkowo 1688 rola, 1747 wieś, 1815 zagroda, 1819 osada.

## Położenie i granice
W roku 1747 leżą koło Zawady, w roku 1780 graniczą tylko z innymi włościami Benedyktynów świętokrzyskich, w tym z wsią Dąbrowa w roku 1780 jako niwa Bogusławiec folwarku rzepińskiego.

## Własność
Własność klasztoru świętokrzyskiego
- W roku 1673 płacone było pogłówne od 65 poddanych we włościach opata świętokrzyskiego.

Zawada razem Kuczowem i Bogusławicami w roku 1780 należały do klucza rzepińskiego i dóbr stołu opata komendatoryjnego.
Posiadały 3 domy, 2 zagr. (znani z nazwisk: Stanisław Korpet, Antoni Sławek), z których pierwszy pracuje 3 dni tyg. pieszo, odrabia 6 łokci oprawy, płaci 3 gr czynszu i 50 zł najmu, a drugi pracuje 2 dni tyg., odrabia 4 łokcie oprawy, płaci 3 gr czynszu i 25 zł najmu.
Subsidium charitativum wynosi 12 zł .
- W roku 1787 Bogusławice liczą 19 mieszkańców. W roku 1815 opactwo oddaje zagrodę Bogusławice we wsi Rzepin w dożywotnią dzierżawę.
- W 1819 wieś Zawada z osadami Bogusławice i Pisarka należą do stołu opata.
- W roku 1827 było tu 4 domy i 26 mieszkańców.

## Powinności dziesięcinne
Dziesięcina należy do klasztoru świętokrzyskiego następnie do prepozyta w Wierzbniku.
- W roku 1688 opat świętokrzyski nadaje nowo utworzonej prepozyturze w Wierzbniku dziesięcinę z ról wsi Kuczów „alias Bogusławiec” nad rzeką Kamienną, które w części uprawiają poddani klasztoru, w części sołtys z Kuczowa, oraz z ról wsi Bogusławic koło Zawady.
- W roku 1747 do plebanii Wierzbnika należy dziesięcina snopowa z ról folwarku i od 1 kmiecia w Bogusławicach
- W 1780 dziesięcina snopowa z wsi Bogusławice oraz z niwy Bogusławice w folwarku rzepińskim należy do plebana w Wierzbniku[1].